# دی‌هیدرالازین
دی‌هیدرالازین(به انگلیسی: Dihydralazine) دارویی با خاصیت کاهندگی فشار خون و از نظر شیمیایی در گروه هیدرازینوفتالازین‌ها است. اثرات این دارو بسیار مشابه هیدرالازین است.